# Aldo Bellò
Aldo Bellò (Solagna, 28 agosto 1911 – 22 luglio 1943) è stato un aviatore e militare italiano.
Tenente pilota della specialità caccia, partecipò alla guerra civile spagnola e alla seconda guerra mondiale. Fu uno dei pionieri, oltre che primatista italiano, del volo e vela.

## Biografia
Nacque a Solagna nel 1911, ed appassionatosi al mondo dell'aviazione in giovane età, a 16 anni ottenne il brevetto di pilota per voli senza motore a Pavullo nel Frignano. All'età di diciotto anni si arruolò volontario nella Regia Aeronautica, dove conseguì il brevetto di pilota militare, ma concluso il servizio di leva venne congedato.
Nel novembre 1932 incominciò a progettare e costruire un velivolo senza motore, un "libratore", antesignano dei moderni alianti. Nel marzo 1933 effettuò il primo volo di collaudo con un lancio dal Col Campeggia e successivo atterraggio a Romano d'Ezzelino.
Nel maggio dello stesso anno, con un camion messo a disposizione dalla Scuola allievi ufficiali di Bassano, portò il suo libratore in cima al Monte Grappa. Per percorrere l'ultimo, impervio, tratto della salita il libratore dovette essere portato a spalla dai suoi amici. 
Dopo il lancio seguì un regolare volo che lo portò ad atterrare a Crespano, ma nemmeno questa seconda impresa riuscì a essere determinante per una nuova chiamata nella Regia Aeronautica.
Deciso a tentare il tutto per tutto, e venuto a sapere della visita del Maresciallo d'Italia Gaetano Giardino, già comandante della 4ª Armata durante la prima guerra mondiale, sul Monte Grappa, decise di tentare un nuovo lancio il 4 agosto. Riuscito ad incontrare brevemente il Maresciallo gli confidò la sua grande passione per il volo e i sacrifici affrontati per arrivare a quel lancio. Il volo fu nuovamente un successo, e il mese successivo fu richiamato provvisoriamente in servizio nella Regia Aeronautica con il grado di sergente pilota, assegnato al 7º Gruppo Autonomo Caccia Terrestre di stanza sull'aeroporto di Ciampino sud.
Prestò servizio attivo con il grado di sergente maggiore durante la campagna di Spagna, inquadrato nel XXIII Gruppo Caccia Terrestre dell'Aviazione Legionaria, equipaggiato con velivoli Fiat C.R.32, e posto al comando del maggiore Andrea Zotti. Per le sue azioni durante il conflitto fu insignito della Medaglia d'argento al valor militare, passando in servizio permanente effettivo (s.p.e.) per meriti di guerra con il grado di sottotenente pilota.
Promosso tenente nel marzo 1939, nell'agosto dello stesso anno il RUNA (Reale Unione Nazionale Aeronautica) di Varese gli affidò, durante il 3º Raduno nazionale di volo a vela tenutosi all'aeroporto Sartori di Asiago, di un aliante Caproni Vizzola II. Con questo velivolo il 9 agosto. conquistò il record italiano di durata rimanendo in volo per 8 ore e 26 minuti.
Dopo l'entrata in guerra del Regno d'Italia, a partire dall'aprile 1941 fu impiegato come istruttore di volo presso la Scuola Addestramento Caccia di Gorizia, formalmente dipendente dal 4º Stormo Caccia Terrestre. I velivoli in uso erano gli stessi dei reparti operativi, Fiat C.R.42 Falco, Aermacchi C.200 Saetta, Aermacchi C.202 Folgore e Fiat G.50 Freccia.
Promosso capitano nel febbraio 1943, vista la disperata situazione bellica venne mandato in zona di operazioni nelle file del 53º Stormo Caccia Terrestre. Durante le fasi dello sbarco anglo-americano in Sicilia decollò dall'aeroporto di Palermo-Boccadifalco con un aereo per raggiungere Roma, ma non vi arrivò mai, probabilmente abbattuto da un velivolo nemico. Il 22 luglio 1943 fu giudicato irreperibile all'aeroporto di Boccadifalco (Palermo) in seguito ad eventi bellici, e solo il 31 maggio 1947 il Ministero della difesa Aeronautica lo dichiarò ufficialmente deceduto con data 22 luglio 1943.
Nell'agosto 2011 il suo paese natale lo ha onorato di una mostra fotografica dedicata a lui e alle sue imprese, allestita su iniziativa della curatrice Francesca Cavedagna e del fotografo Loris Fostari. In quella stessa occasione è stato esposto, completamente restaurato, il libratore da lui utilizzato nel volo dell'agosto 1933.

### Annotazioni
1. ↑  Il lancio avvenne davanti ad una folla immensa, accorsa sul posto appositamente per vederlo.
2. ↑  Forte della 18ª, 19ª e 20ª Squadriglia Caccia Terrestre.
3. ↑  In quella stessa occasione Adriano Mantelli su Cat B.P. conquistò il record italiano di percorrenza con 102 km, mentre Carlo Deslex su Cat 28 conquistò quello di altitudine con 3.650 m.
4. ↑  I due curatori per l'occasione hanno recuperato una preziosa raccolta di fotografie provenienti dagli archivi della "Galleria dell'Ingegno Veneto" del Museo dell'Automobile "Bonfanti Vimar" di Bassano.

### Fonti
1. 1 2 3 4 5  Baggio, Roberto Cristiano Come romba l'ingegno. Il motorismo di ieri e di oggi, in Il Giornale di Vicenza, Vicenza, 8 settembre 2011.
2. 1 2 3 4 5  Càrbini 2017, p. 87.
3. 1 2 3 4 5 6 7 8 9 10 11 12 13 14 15 16 17 18  Càrbini 2017, p. 88.
4. 1 2 3  Logoluso 2013, p. 40.
5. 1 2 3  Eredia 1939, p. 33.
6. ↑  Eredia 1939, p. 34.
7. 1 2  Ufficio Storico Stato Maggiore dell'Aeronautica 1977, p. 34.
8. 1 2  Triboldi 1999, p. 18.